# Jung Kyung-eun
Pour les articles homonymes, voir Jung.
Dans ce nom coréen, le nom de famille, Jung, précède le nom personnel.
Jung Kyung-eun est une joueuse de badminton sud-coréenne née le 20 mars 1990 à Séoul.
Elle est disqualifiée lors des Jeux olympiques d'été de 2012 avec sept autres joueuses de badminton pour « n'avoir pas fait tout leur possible pour remporter la victoire »,.